# 山村憲之介
山村 憲之介（やまむら けんのすけ、1986年1月21日 - ）は、日本の俳優。大阪府出身。身長175cm。カミノレアル所属。

## 来歴
18歳の時に映画『ロード・オブ・ザ・リング 王の帰還』に衝撃を受け、俳優を志す。
1年間英会話学校に通い英語のレベルアップを図った後、オーストラリアに渡り、フリンダース大学の俳優コースで演技を学ぶ。
24歳で帰国してから日本の映画やテレビドラマのオーディションを受けるが、良い結果は得られなかった。
地元で英会話教師の仕事に就いていた時、ニュースで目にしたヒュー・ジャックマンの発言で、次の「ウルヴァリン」のスピンオフ作品は日本が舞台である事を知り、関係各所に1年で100通以上の売り込みの手紙を送る。撮影の1ヶ月前にキャスティングディレクター・奈良橋陽子から声がかかり、見事オーディションに合格。『ウルヴァリン:SAMURAI』のヤシダ役を掴んだ。

## 出演

### 映画
- Double Happiness Uranium（2013年）
- ウルヴァリン:SAMURAI（2013年） - 若い頃のヤシダ 役
- GODZILLA ゴジラ（2014年） - タカシ 役[1]
- THE HYBRID 鵺の仔（2015年） - 主演・京極編集長 役[3]
- 関ヶ原（2017年） - 島信勝 役[4]
- アースクエイクバード　―　2019年11月15日、小口役
- テトリス (2023年)
- BAD LANDS バッド・ランズ（2023年）[5]
- クロスポイント（2025年）[6]

### テレビドラマ
- 連続テレビ小説 マッサン（2014年、NHK） - 藤岡次郎 役
- 木曜時代劇 風の峠〜銀漢の賦〜（2015年1月 - 、NHK） - 伊藤重輔 役
- 名探偵キャサリン （2015年9月4日 - 、テレビ朝日） - ホテルのボーイ 役
- 連続ドラマOUR HOUSE（2016年4月期、フジテレビ） - 救急隊員 役
- NETFLIXオリジナル作品 ブラック・ミラー シーズン3 エピソード2 "Playtest" （2016年10月21日、Netflix） - Shou Saito 役
- 社長室の冬（2017年 WOWOW）
- 人は見た目が100パーセント（2017年 フジテレビ）
- やすらぎの刻〜道（2019 - 2020年） - 根来圭
- TOKYO VICE　第1話（2022年4月、HBO Max・WOWOW） - リポーター 役

### 舞台
- 楽園の東（2014年）

### CM
- ルートインホテルズ（2015、2016年）[7]
- 家電製品協会 スマートマスター （2017年）